# Tibor Navracsics
Tibor Navracsics (* 13. červen 1966 Veszprém) je maďarský právník, pravicový politik, politolog a univerzitní docent. V letech 2006 až 2014 byl a od roku 2022 je opět poslancem maďarského Zemského sněmu, mezi lety 2006 až 2010 byl předsedou parlamentní frakce strany Fidesz – Maďarská občanská unie (Fidesz). V letech 2010 až 2014 zastával post vicepremiéra a zároveň ministra spravedlnosti a veřejné administrativy. Od června do září 2014 byl ministrem zahraničních věcí a zahraničního obchodu. Mezi roky 2014 a 2019 byl evropským komisařem pro školství, kulturu, mládež a občanství v Junckerově komisy za Evropskou lidovou stranu (EPP). Od května 2022 je ministrem pro veřejnou správu a místní rozvoj.

## Biografie
Narodil se v létě 1966 do rodiny učitele chorvatského původu Tibora Navracsicse seniora a učitelky Judit Simon ve Veszprému v tehdejší Maďarské lidové republice. V roce 1984 odmaturoval na Lovassy László Gimnázium ve Veszprému. Po splnění povinné vojenské služby započal roku 1985 na Fakultě státu a práva na Univerzitě Loránda Eötvöse (ELTE), kde získal v roce 1990 právnický diplom. Pracoval na městském soudu ve Veszprému, poté na župní samosprávě župy Veszprém. V roce 1999 získal titul Ph.D. v oboru politologie.

### Politická kariéra
- Parlamentní volby v Maďarsku 2006 – kandidoval na župní kandidátní listině Fidesz–KDNP v župě Veszprém, kde získal mandát poslance. Stal se předsedou parlamentní frakce strany Fidesz.
- Parlamentní volby v Maďarsku 2010 – kandidoval na 7. místě celostátní kandidátní listiny Fidesz–KDNP, a také v jednomandátovém volebním obvodu Veszprém 07. OEVK se sídlem ve Veszprému, kde byl zvolen poslancem už v prvním kole. Byl jmenován ministrem spravedlnosti a veřejné administrativy ve druhé vládě Viktora Orbána.
- Parlamentní volby v Maďarsku 2014 – kandidoval na 9. místě celostátní kandidátní listiny Fidesz–KDNP, a také v jednomandátovém volebním obvodu Veszprém 01. OEVK se sídlem ve Veszprému, kde byl zvolen poslancem. Byl jmenován ministrem zahraničních věcí a zahraničního obchodu ve třetí vládě Viktora Orbána.
- Parlamentní volby v Maďarsku 2022 – byl zvolen poslancem v jednomandátovém volebním obvodu Veszprém 03. OEVK se sídlem v Tapolce. Byl jmenován ministrem pro veřejnou správu a místní rozvoj v páté vládě Viktora Orbána.

V únoru 2024 se Navracsicsovo jméno objevilo mezi zvažovanými kandidáty vládní koalice Fidesz–KDNP na post hlavy státu v prezidentských volbách 2024.

## Soukromý život
Od roku 2006 je ženatý s Anikó Prevoz, se kterou má tři dcery: Adél (* 1991), Dóra Tünde (* 2009) a Bíborka Mária (* 2016).
Vedle rodné maďarštiny hovoří dále také anglicky, francouzsky, chorvatsky a srbsky.

## Publikace
- Európai belpolitika: Az Európai Unió politikatudományi elemzése (Budapest, 1998)
- Többségi és konszenzusos demokráciák (könyvfejezet, Budapest, 2003)
- Politikai kommunikáció 2004 (társszerzőkkel, 2004)
- A Missing Debate? Hungary and the European Union (Brighton)
- Egy európai néppárt születése: A Fidesz – Magyar Polgári Szövetség 2004-ben (könyvfejezet, 2005)
- Területi érdekképviselet a Kádár-korszakban I-II. - Comitatus, 1999.okt/nov. - HU ISSN 1215-315X.
- Az országos területfejlesztési koncepció országgyűlési vitája I-II. - Comitatus, 1999.ápr/máj. - HU ISSN 1215-315X.